# Balewadi Stadium
Il Balewadi Stadium è uno stadio di calcio situato a Pune, in India. Ha una capienza di 22 000 posti e ospitò le partite casalinghe del Pune City dal 2014 al 2019.
Fa parte di un più grande complesso sportivo chiamato Shree Shiv Chhatrapati Sports Complex.